# Fot
Fot (ph) – fotometryczna jednostka natężenia światła, lub strumienia świetlnego przechodzącego przez dany obszar. Nie należy on do Układu SI, stosowany w systemie CGS. Nazwę wprowadził André Blondel w 1921 roku.

## Wzory
Natężenie 1 fota oznacza, że na powierzchnię jednego centymetra kwadratowego (cm2) pada strumień świetlny o wartości jednego lumena (1 lm.)
{\displaystyle 1\ \mathrm {ph} =1\ {\frac {\mathrm {lm} }{\mathrm {cm} ^{2}}}=10000\ {\frac {\mathrm {lm} }{\mathrm {m} ^{2}}}=10000\ \mathrm {lx} =10\ \mathrm {klx} }
Natężenie oświetlenia= Światłość × kąt / długość2